# ホーリー・ウォーター
『ホーリー・ウォーター』（Holy Water）は、バッド・カンパニーが1990年に発表した9作目のスタジオ・アルバム。ブライアン・ハウ加入後としては3作目に当たる。

## 背景
前作『デインジャラス・エイジ』（1988年）に引き続き、テリー・トーマスがプロデュースした。また、本作に参加したサポート・ベーシストのフェリックス・クリシュは、以前トーマスと共にトミー・ショウのアルバム『アンビション』（1987年）のレコーディングに参加した。
「100マイルス」はサイモン・カークが単独で作った曲で、この曲ではカークがボーカルとアコースティック・ギターを担当している。

## 反響・評価
本作はBillboard 200で35位に達し、ポール・ロジャース脱退後のアルバムとしては初めて全米トップ40入りを果たして、1991年7月にはRIAAによってプラチナ・ディスクに認定された。
本作からは「イフ・ユー・ニーデッド・サンバディ」（全米16位）、「ホーリー・ウォーター」（全米89位）、「ウォーク・スルー・ファイヤー」（全米28位）がシングル・ヒットした。また、『ビルボード』のメインストリーム・ロック・チャートでは「イフ・ユー・ニーデッド・サンバディ」が2位、「ホーリー・ウォーター」が1位、「ボーイズ・クライ・タフ」が3位、「ウォーク・スルー・ファイヤー」が14位、「ストレンジャー・ストレンジャー」が9位を記録している。
Stephen Thomas Erlewineはオールミュージックにおいて5点満点中3点を付け「『ホーリー・ウォーター』に参加したオリジナル・メンバーはギタリストのミック・ラルフスとドラマーのサイモン・カークだけだが、80年代のポップ・メタルの要素を追加してパワー・バラードを聴きながら育ったティーンエイジャーにもアピールしつつ、バッド・カンパニーの伝統的なサウンドに近い、適切な仕事をしている」と評している。

## 収録曲
特記なき楽曲はブライアン・ハウとテリー・トーマスの共作。
1. ホーリー・ウォーター - "Holy Water" - 4:08
2. ウォーク・スルー・ファイヤー - "Walk Through Fire" - 4:48
3. ストレンジャー・ストレンジャー - "Stranger Stranger" (Brian Howe, Simon Kirke, Terry Thomas) - 4:52
4. イフ・ユー・ニーデッド・サンバディ - "If You Needed Somebody" - 4:21
5. フィアレス - "Fearless" - 3:33
6. レイ・ユア・ラヴ・オン・ミー - "Lay Your Love on Me" (Mick Ralphs) - 4:05
7. ボーイズ・クライ・タフ - "Boys Cry Tough" - 5:35
8. ウィズ・ユー・イン・ア・ハートビート - "With You in a Heartbeat" - 4:34
9. アイ・ドント・ケア - "I Don't Care" - 4:34
10. ネヴァー・トゥー・レイト - "Never Too Late" (M. Ralphs, T. Thomas) - 3:41
11. デッド・オブ・ザ・ナイト - "Dead of the Night" (M. Ralphs, T. Thomas) - 3:41
12. アイ・キャント・リヴ・ウィズアウト・ユー - "I Can't Live Without You" (M. Ralphs, T. Thomas) - 3:51
13. 100マイルス - "100 Miles" (S. Kirke) - 1:58

## 参加ミュージシャン
- ブライアン・ハウ - ボーカル
- ミック・ラルフス - ギター
- サイモン・カーク - ドラムス、アコースティック・ギター、ボーカル

アディショナル・ミュージシャン
- フェリックス・クリシュ - ベース
- テリー・トーマス - ギター、ハモンドオルガン、パーカッション、バッキング・ボーカル
- リック・スミス - アコーディオン(on 13.)
- リー・ハート - バッキング・ボーカル
- ティナ・イーガン - バッキング・ボーカル(on 4.)